# تعديل كيغالي
تعديل كيغالي لبروتوكول مونتريال هو اتفاق دولي لتقليل استهلاك وإنتاج مركبات الكربون الهيدروفلورية تدريجيًا. تم استخدام هذه الغازات لتحل محل المواد المستنفدة للأوزون، وليس لها تأثير على طبقة الأوزون. إنها غازات دفيئة قوية لذا فإن هذه التعديلات تجعل بروتوكول مونتريال أداة أقوى ضد تغير المناخ.
تمت الموافقة على التعديل في الاجتماع الثامن والعشرين للأطراف في بروتوكول مونتريال الذي عقد في 15 أكتوبر 2016، في كيغالي. في المقرر 28/1 اعتمدوا تعديلاً للبروتوكول (تعديل كيغالي). تعديل كيغالي هو اتفاق دولي ملزم قانونًا مصمم لإنشاء حقوق والتزامات في القانون الدولي. التعديل ملزم قانونًا فقط للطرف إذا دخل حيز التنفيذ فيما يتعلق بهذا الطرف. اعتبارًا من 15 يناير 2021 صادقت 112 دولة والاتحاد الأوروبي على تعديل كيغالي.

## المحتوى
تتطلب العديد من المنتجات الصناعية بما في ذلك المضخات الحرارية التي تعمل على غاز التبريد والأيروسولات الدافعة، سوائل غير قابلة للاشتعال قادرة على المرور بسهولة من الحالة الغازية إلى الحالة السائلة ولها حرارة كامنة كبيرة.
تاريخيًا تم استخدام مركبات الكلوروفلوروكربون في هذه التطبيقات، لكن اكتشف في السبعينيات التأثير الضار لهذه الغازات على طبقة الأوزون، والتي نالت هذا الاكتشاف جائزة نوبل في الكيمياء عام 1995. قرر بروتوكول مونتريال الذي وقعته العديد من الدول في عام 1987 ودخل حيز التنفيذ في عام 1989 التخلص التدريجي من مركبات الكربون الكلورية فلورية. ثم تم تطوير استخدام مركبات الكربون الهيدروفلورية كبديل.
ومع ذلك إذا حافظت هذه الغازات على طبقة الأوزون، فهي غازات دفيئة قوية. عمرهم في الغلاف الجوي قصير جدًا، لكنهم يقومون بتصفية الأشعة تحت الحمراء بشدة، لذلك فإن القضاء على انبعاثات هذه الغازات يمكن أن يحد بشكل كبير من ظاهرة الاحتباس الحراري وقد يتجنب الاحترار بمقدار نصف درجة مئوية بحلول نهاية القرن، وفقًا لإحدى الدراسات.

## محتوى الاتفاقية
ينشئ بروتوكول مونتريال نظامًا منفصلاً للبلدان النامية.
من ناحية أخرى يقسم اتفاق كيغالي الدول إلى 4 مجموعات:
- الأطراف «المادة 5: المجموعة 1».
- الأطراف «المادة 5: المجموعة 2»: البحرين والهند وإيران والعراق والكويت وعمان وباكستان وقطر والمملكة العربية السعودية والإمارات العربية المتحدة.
- الأعضاء.